# Kopáčovská
Kopáčovská je přírodní památka v okrese Písek na severovýchodním okraji obce Čimelice v jejímž katastrálním území i leží. Oblast leží v jednom z přilehlých údolích řeky Skalice v nadmořské výšce 416 až 424 metrů. Přírodní památku tvoří malý rybník, pás lesa a mokřadní louka se vzácnou flórou, skrze kterou protéká bezejmenný potok odvádějící vodu z rybníka.
Důvodem ochrany je mokřadní louka s hojným výskytem upolínu evropského (Trollius europaeus), dále pak se zde vyskytuje kosatec sibiřský (Iris sibirica), hadí jazyk obecný (Ophioglossum vulgatum), prstnatec májový (Dactylorhiza majalis), ostřice dvouřadá (Carex disticha), ostřice Hartmanova (Carex hartmanii) a svízel severní (Galium boreale). Mimo chráněné rostliny se zde vyskytují i vzácní zástupci fauny jako skokan zelený (Pelophylax esculentus), užovka obojková (Natrix natrix) a žluva hajní (Oriolus oriolus).

## Lokalita
Kopáčovská se rozkládá na katastrálním území obce Čimelice v okrese Písek, konkrétně severozápadně od obce poblíž silnice spojující Čimelice s obcí Králova Lhota. Území má rozlohu 1,03 ha a je situováno v nadmořské výšce mezi 416 až 422 m n. m. mezi dvojicí nízkých vrcholků. Celá oblast se nepatrně uklání k západu. Na jižním a severovýchodním okraji je obklopeno zalesněnými pozemky částečně do území památky zasahujícími, kdežto na severu a východě se nachází zemědělsky využívané louky a pole. Západní hranici pak tvoří zmiňovaná pozemní komunikace mezi obcemi.
Kolem území není vyhlášeno zvláštním předpisem ochranné pásmo, tedy se za ochranné pásmo považuje dle zákona 50 metrová zóna od hranice.

## Historie

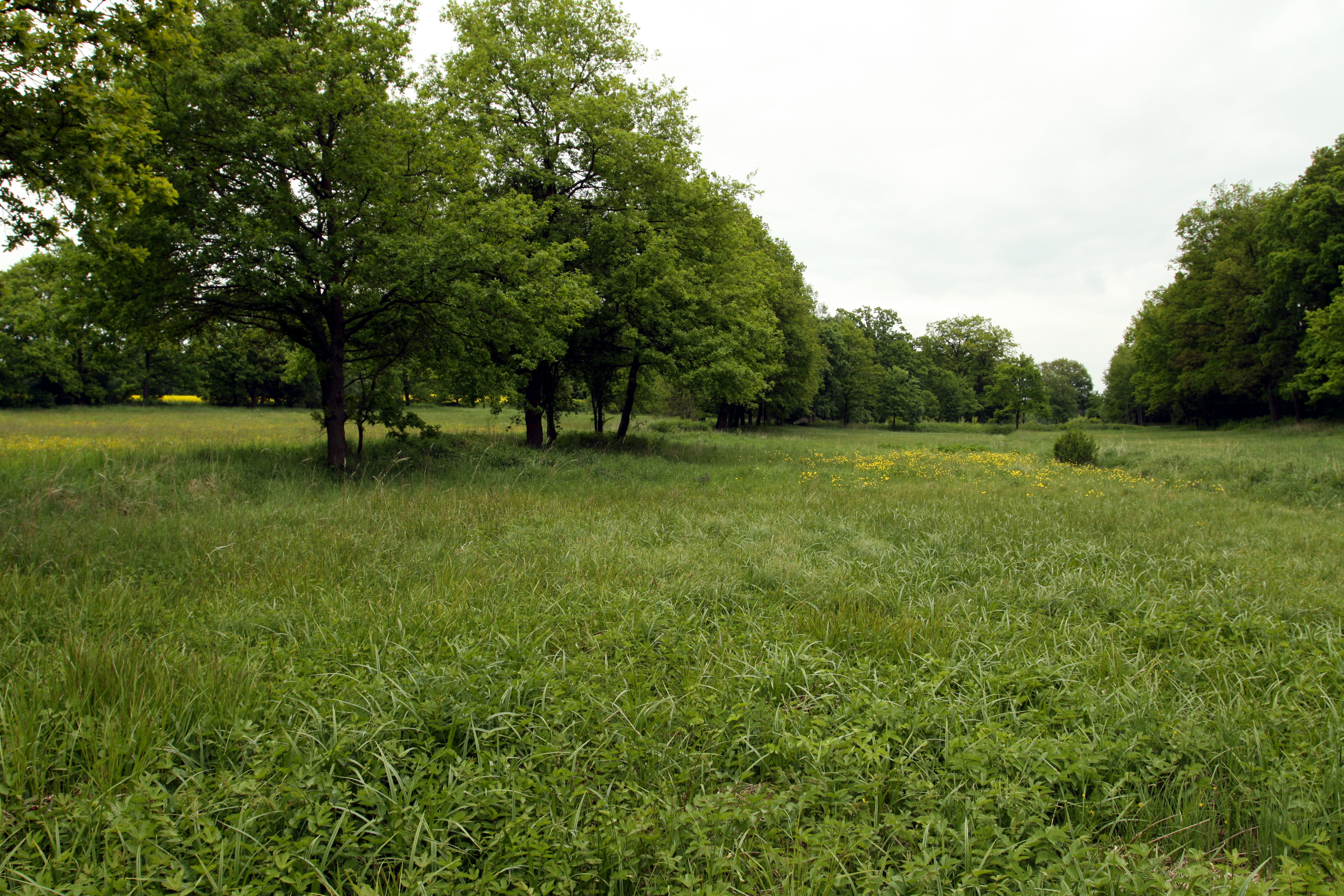
Pohled na východ směrem k malému rybníku

K dřívějšímu využívání území nejsou známy žádné podrobnosti. Pravděpodobně byla ale louka využívána k příležitostné pastvě či kosení. V západní části území se historicky pravděpodobně nacházel další malý rybník, případně za vznik podmáčeného území mohla výstavba pozemní komunikace. Přírodní památka byla zřízena vyhláškou planárního zasedání Okresního národního výboru Písek ze dne 4. prosince 1985 s datem účinnosti 1. února 1986. Za komunismu území obhospodařovala Lesní správa Milevsko, nicméně po restitucích majetku je plocha celé lokality v soukromém vlastnictví. Kosení pak zajišťuje Krajský úřad Jihočeského kraje.
V 90. letech 20. století uvádí průzkum lokality, že část území byla dlouhodobě nekosena a tedy zanedbána. V prostoru středové odvodňovací stoky (potoka) rostly hojně ruderální druhy jako například kopřiva dvoudomá (Urtica dioica). Zlepšením péče a pravidelným sečením se daří tyto nepůvodní druhy postupně zatlačovat a umožňovat návrat původních společenstev.
V roce 2010 byl schválen plán péče o lokalitu na období 1. ledna 2010 až 31. prosince 2019.

## Přírodní poměry

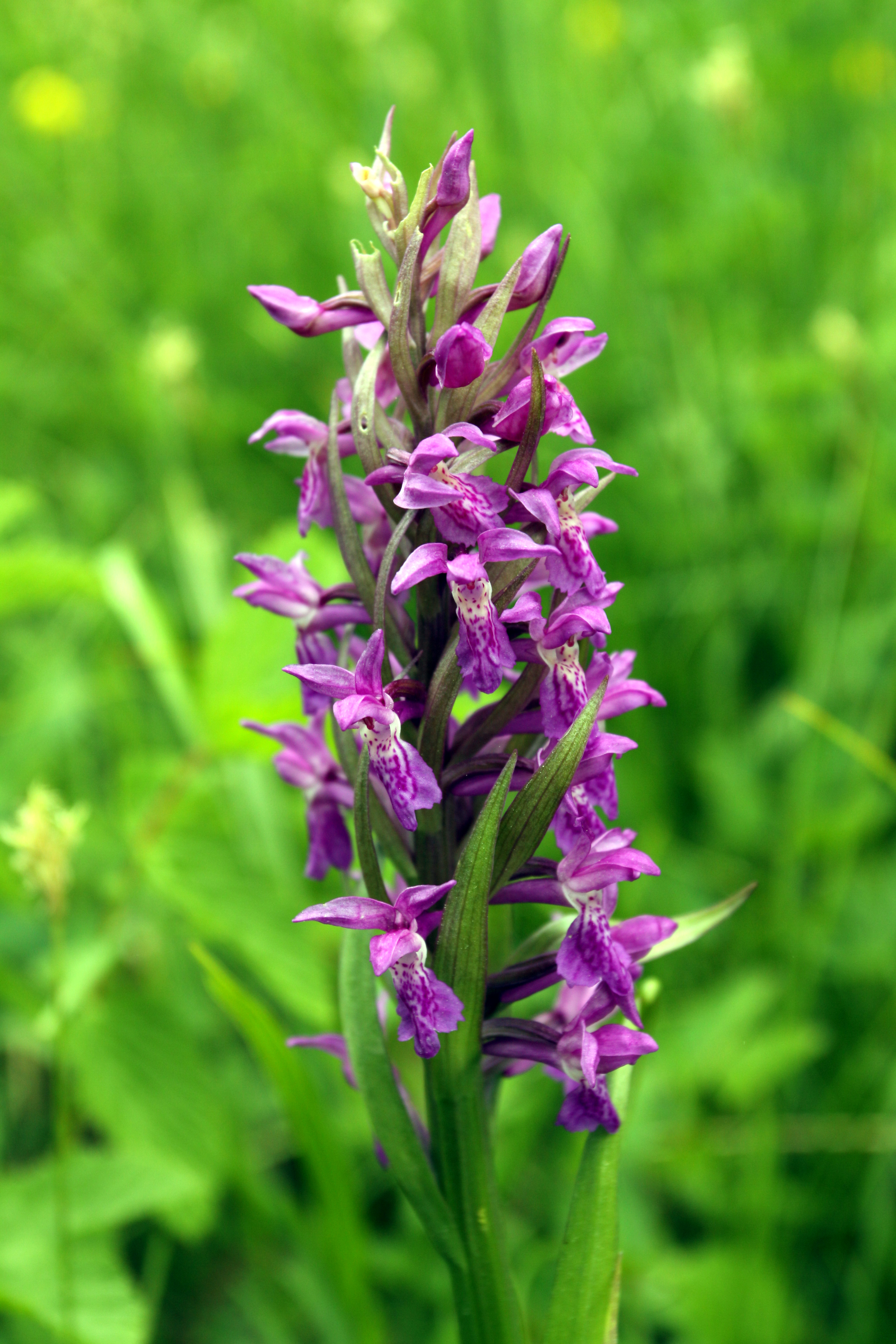
Prstnatec májový v chráněném území

Lokalita spadá do mírně teplé klimatické oblasti MT11, pro kterou je charakteristické mírně teplá zima a dlouhé, teplé a suché léto. Průměrná teplota je mezi 5 až 6 °C. Z geomorfologického pohledu spadá lokalita do Táborské pahorkatiny, okrsku Zvíkovské pahorkatiny.

### Geologie
Podloží je tvořeno amfibol-biotitickým granodioritem a granitem středočeského plutonu. Na tomto horninovém podkladu jsou usazeny deluviofluviální sedimenty v podobě hlinitých písků a jílovopísčitých hlín holocenního stáří. Na samotném povrchu je pak půdní profil tvořený převážně kyselou kambizemí pseudoglejovou a glejem typickým.

### Hydrologie
Ve východní části území se rozkládá bezejmenný rybník. Na západním okraji pod hrází pak začíná krátký bezejmenný potok tekoucí přímo západním směrem a odvádějící vodu z rybníka do Skalice. Jen na západním okraji území se potok částečně rozlévá a vytváří menší mokřad. Potok se následně vlévá do řeky Skalice tvořící jeden z přítoku řeky Otavy v místě, kde již ale Otava tvoří část přehradní nádrže Orlík.

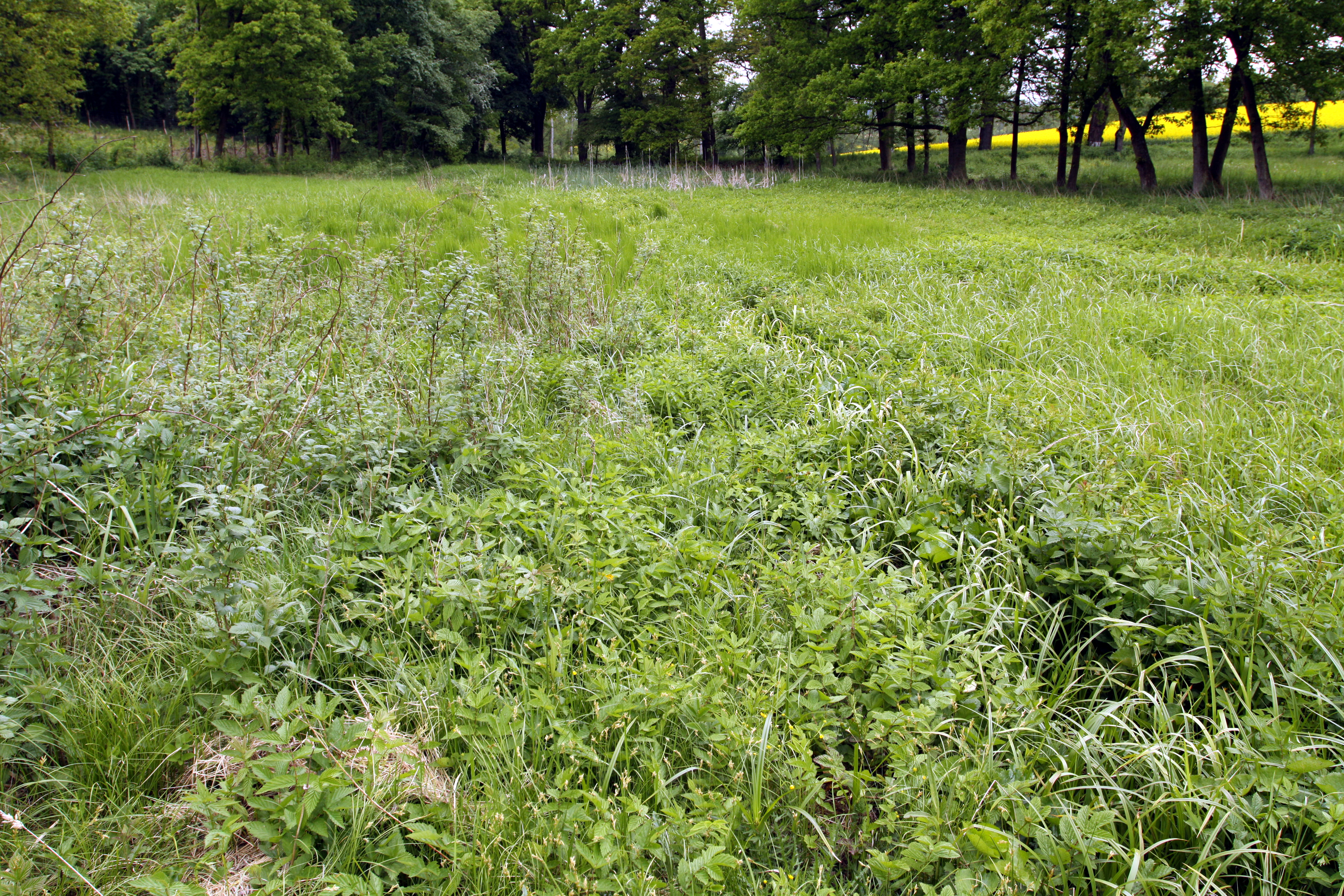
Pohled směrem k silnici na odtokovou strouhu spolu s tůní

### Flora
Dnes je hlavním rostlinným společenstvem na lokalitě luční porost vlhkých a střídavě vlhkých stanovišť svazu Calthion a Molinion, které i vzájemně mezi sebou přechází v závislosti na konkrétní části lokality. Ve střední části přírodní památky se tak na pravém břehu potoka vyskytují spíše louky střídavě vlhkého charakteru. V této části se nejvíce vyskytují zástupci svízelu severního (Galium boreale) vytvářející až souvislé porosty, dále prstnatce májového (Dactylorhiza majalis) v počtu desítek kvetoucích rostlin a úpolínu nejvyššího (Trollius altissimus), který je zde v počtu přibližně 200 kvetoucích rostlin. Na přibližně 2 metrech čtverečních se v této části taktéž vyskytuje i silně ohrožený kosatec sibiřský (Iris sibrica). Předpokládá se, že historicky před příchodem člověka se na lokalitě vyskytovaly luhy a olšiny třídy Salicetea purpureae, Alnetea glutinosae a Querco-Fagetea.
Z dalších významných druhů zde roste hadí jazyk obecný (Ophioglossum vulgatum) s výskytem přibližně 10 rostlin dle průzkumu z roku 2009, dále ostřice dvouřadá (Carex disticha) vytvářející vitální populaci a málo početná populace ostřice Hartmanovy (Carex hartmanii).

### Fauna
V roce 1994 zde byl zmapován výskyt silně ohroženého skokana zeleného (Pelophylax esculentus), z plazů pak ohrožená užovka obojková (Natrix natrix).
Dle průzkumu z roku 1994 se zde z ptáků vyskytuje silně ohrožená žluva hajní (Oriolus oriolus).

## Ochrana
Přírodní památka je s ohledem na svou rozlohu značně zranitelná. Hlavní nebezpečí představují ruderální druhy rozšiřující se z okolních pozemků podél středové odtokové strouhy. Jedná se převážně o kopřivu dvoudomou (Urtica dioica), pcháč rolní (Cirsium arvense), svízel přítulu (Galium aparine) a pýr plazivý (Elytrigia repens). Těmto druhům se daří na hrázi rybníka a na místech, kam byla dříve vyhrnuta hlína z potoka či rybníka. Účinnou ochranou před šířením těchto druhů je pravidelné kosení lokality.

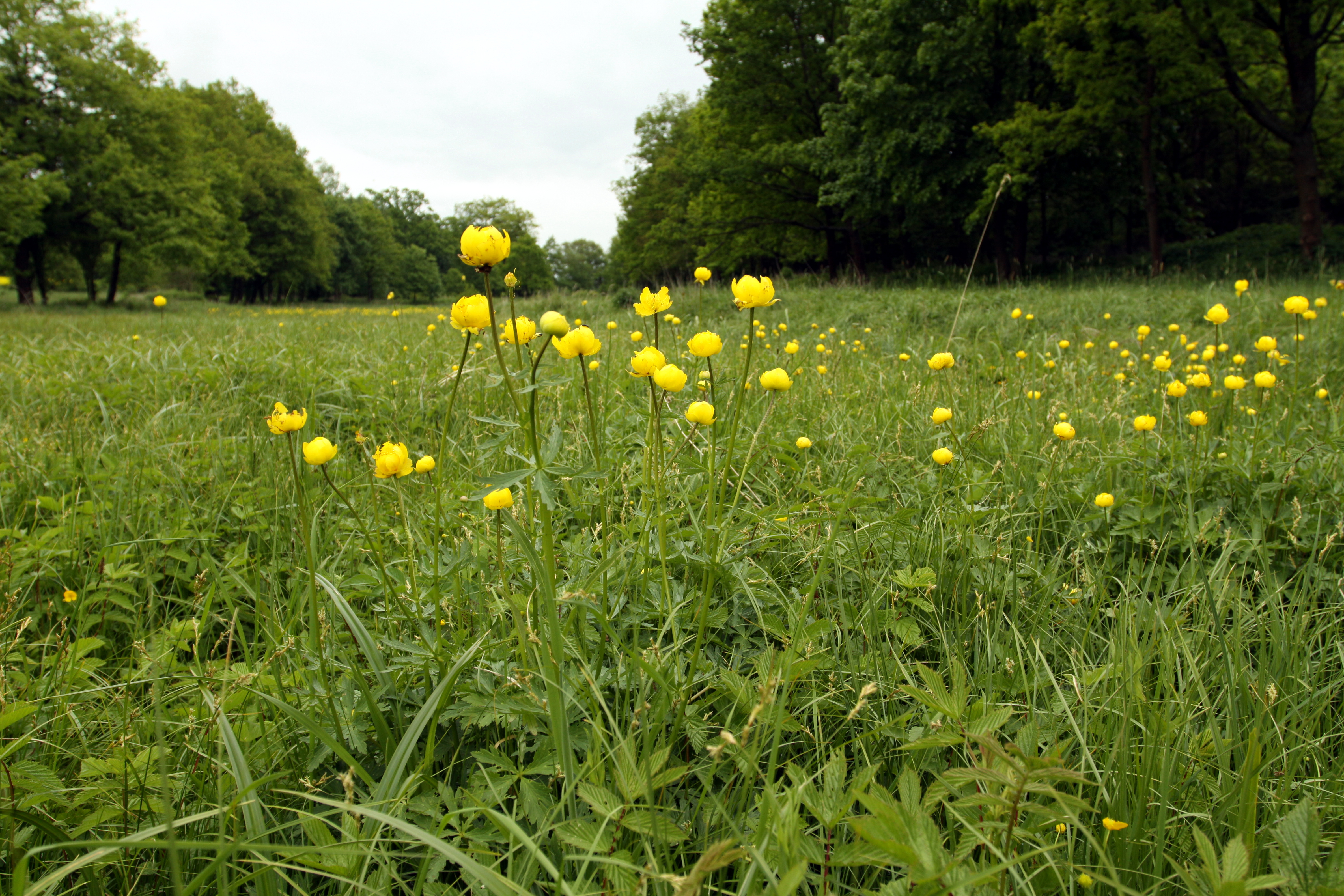
Kvetoucí úpolín evropský v centrální části území

Aktuální plán péče uvádí, že s ohledem na nedostatečnou četnost sečení do roku 2009 se ruderální společenstva úspěšně šířila napříč lokalitou a vytlačovala tak původní cenná společenstva rostlin. Plán péče tak doporučuje zvýšit četnost kosení, a to minimálně dvakrát ročně. Taktéž uvádí, že dříve nekosená část území se začíná pozvolna zotavovat.

## Turismus
Lokalita leží mimo značená turistické trasy. K přírodní památce Kopáčovská se dá dostat z Čimelic po silnici vedoucí do obce Králova Lhota. Za mostem přes řeku Smutnou se nachází přibližně po 300 metrech po pravé straně sjezd na polní cestu vedoucí k rybníku Nerestec. Tato polní cesta prochází severně od přírodní památky a postupně se k ní přibližuje, až v severovýchodním a východním cípu tvoří její hranici.